# Поль Деларош
Поль Деларо́ш (фр. Paul Delaroche), справжнє ім'я Іпполі́т Деларо́ш (Hippolyte de la Roche; 17 липня 1797 — 4 листопада 1856) — французький історичний живописець та портретист, представник академізму.

## Біографія
Поль Деларош народився і жив у Парижі.
Живопис Деларош вивчав спершу у пейзажиста Л. Е. Ватле, згодом — у барона А.-Ж. Гро. Створив багато картин на історичну та релігійну тематику, а також портретів. В 1849 році створений портрет Дельфіни Потоцької.